# Campionat del Món de motocròs 1977
La temporada de 1977 del Campionat del Món de motocròs fou la 21a edició d'aquest campionat, organitzat per la FIM. El calendari oficial constava de 12 Grans Premis, celebrats entre el 17 d'abril i el 28 d'agost.
Aquella temporada es produí el primer triomf d'una marca catalana en un Gran Premi, en guanyar l'oficial de Montesa Raymond Boven la prova inaugural del campionat, el Gran Premi d'Espanya de 250 cc celebrat al Circuit del Vallès.

## Sistema de puntuació
Barem de puntuació de 1977 a 1983:
| Posició | 1  | 2  | 3  | 4 | 5 | 6 | 7 | 8 | 9 | 10 |
| Punts   | 15 | 12 | 10 | 8 | 6 | 5 | 4 | 3 | 2 | 1  |

| Resultats que computen |
| Totes les mànegues     |

## 500 cc

### Grans Premis
| Ronda | Data        | Gran Premi                    | Lloc            | 1a mànega          | 2a mànega       | Guanyador       | Resultats |
| ----- | ----------- | ----------------------------- | --------------- | ------------------ | --------------- | --------------- | --------- |
| 1     | 17 d'abril  | Gran Premi d'Àustria          | Sittendorf      | Roger De Coster    | Gerrit Wolsink  | Roger De Coster | Resultat  |
| 2     | 8 de maig   | Gran Premi dels Països Baixos | Norg            | Heikki Mikkola     | Heikki Mikkola  | Heikki Mikkola  | Resultat  |
| 3     | 15 de maig  | Gran Premi de Suècia          | Edsbyn          | Brad Lackey        | Heikki Mikkola  | Heikki Mikkola  | Resultat  |
| 4     | 22 de maig  | Gran Premi de Finlàndia       | Ruskeasanta     | Heikki Mikkola     | Heikki Mikkola  | Heikki Mikkola  | Resultat  |
| 5     | 5 de juny   | Gran Premi d'Alemanya         | Bielstein       | Heikki Mikkola     | Gerrit Wolsink  | Heikki Mikkola  | Resultat  |
| 6     | 12 de juny  | Gran Premi d'Itàlia           | Lombardore      | Heikki Mikkola     | Roger De Coster | Heikki Mikkola  | Resultat  |
| 7     | 19 de juny  | Gran Premi dels Estats Units  | Carlsbad        | Jim Pomeroy        | Heikki Mikkola  | Gerrit Wolsink  | Resultat  |
| 8     | 26 de juny  | Gran Premi del Canadà         | Mosport         | Heikki Mikkola     | Gerrit Wolsink  | Heikki Mikkola  | Resultat  |
| 9     | 3 de juliol | Gran Premi de Gran Bretanya   | Farleigh Castle | Brad Lackey        | Heikki Mikkola  | Brad Lackey     | Resultat  |
| 10    | 7 d'agost   | Gran Premi de Bèlgica         | Namur           | Roger De Coster    | Heikki Mikkola  | Heikki Mikkola  | Resultat  |
| 11    | 14 d'agost  | Gran Premi de Luxemburg       | Ettelbruck      | Bengt Åberg        | Heikki Mikkola  | Heikki Mikkola  | Resultat  |
| 12    | 28 d'agost  | Gran Premi de Suïssa          | Wohlen          | Jaak van Velthoven | Roger De Coster | Roger De Coster | Resultat  |

### Classificació final
| Posició | Pilot              | Motocicleta | Punts |
| ------- | ------------------ | ----------- | ----- |
| 1       | Heikki Mikkola     | Yamaha      | 272   |
| 2       | Roger De Coster    | Suzuki      | 222   |
| 3       | Gerrit Wolsink     | Suzuki      | 202   |
| 4       | Brad Lackey        | Honda       | 168   |
| 5       | Håkan Andersson    | Montesa     | 85    |
| 6       | Herbert Schmitz    | Maico       | 85    |
| 7       | Jaak Van Velthoven | KTM         | 81    |
| 8       | Graham Noyce       | Maico       | 74    |
| 9       | Bengt Aberg        | Yamaha      | 62    |
| 10      | Adolf Weil         | Maico       | 45    |

1. ↑  D'altres fonts documenten Andersson en sisè lloc i Schmitz en el cinquè.

## 250 cc

### Grans Premis
| Ronda | Data       | Gran Premi                   | Lloc              | Guanyador          | Equip   | Resultats |
| ----- | ---------- | ---------------------------- | ----------------- | ------------------ | ------- | --------- |
| 1     | 3 d'abril  | Gran Premi d'Espanya         | Sabadell-Terrassa | Raymond Boven      | Montesa | Resultat  |
| 2     | 17 d'abril | Gran Premi de Suïssa         | Payerne           | Guennady Moisseev  | KTM     | Resultat  |
| 3     | 24 d'abril | Gran Premi de Bèlgica        | Borgloon          | Guennady Moisseev  | KTM     | Resultat  |
| 4     | 30 d'abril | Gran Premi de Txecoslovàquia | Holice            | Antonín Baborovský | ČZ      | Resultat  |
| 5     | 8 de maig  | Gran Premi d'Itàlia          | Apiro             | Guennady Moisseev  | KTM     | Resultat  |
| 6     | 15 de maig | Gran Premi d'Àustria         | Schwanenstadt     | Torao Suzuki       | Suzuki  | Resultat  |
| 7     | 22 de maig | Gran Premi de l'URSS         | Chișinău          | Guennady Moisseev  | KTM     | Resultat  |
| 8     | 5 de juny  | Gran Premi de Iugoslàvia     | Karlovac          | Daniel Péan        | Maico   | Resultat  |
| 9     | 19 de juny | Gran Premi d'Alemanya        | Beuern            | André Malherbe     | KTM     | Resultat  |
| 10    | 31 de juny | Gran Premi de Gran Bretanya  | Hawkstone Park    | Guennady Moisseev  | KTM     | Resultat  |
| 11    | 14 d'agost | Gran Premi de Suècia         | Uddevalla         | Vladimir Kavinov   | KTM     | Resultat  |
| 12    | 21 d'agost | Gran Premi de Finlàndia      | Hyvinkää          | Guennady Moisseev  | KTM     | Resultat  |

### Classificació final
| Posició | Pilot              | Motocicleta | Punts |
| ------- | ------------------ | ----------- | ----- |
| 1       | Guennadi Moisséiev | KTM         | 245   |
| 2       | Vladímir Kàvinov   | KTM         | 203   |
| 3       | André Malherbe     | KTM         | 151   |
| 4       | Harry Everts       | Bultaco     | 114   |
| 5       | Hans Maisch        | Maico       | 101   |
| 6       | Antonin Baborovski | ČZ          | 92    |
| 7       | Raymond Boven      | Montesa     | 75    |
| 8       | Jean-Paul Mingels  | Montesa     | 71    |
| 9       | Jaroslav Falta     | ČZ          | 64    |
| 10      | Torleif Hansen     | Kawasaki    | 68    |

Notes
1. ↑  150 segons altres fonts.
2. ↑  121 segons altres fonts.
3. ↑  100 segons altres fonts.
4. ↑  98 segons altres fonts.
5. ↑  D'altres fonts documenten en desè lloc al francès Jean-Jacques Bruno (KTM) amb 61 punts.

## 125 cc

### Grans Premis
| Ronda | Data         | Gran Premi                   | Lloc         | Guanyador      | Equip  | Resultats |
| ----- | ------------ | ---------------------------- | ------------ | -------------- | ------ | --------- |
| 1     | 10 d'abril   | Gran Premi de França         | Metz         | Gaston Rahier  | Suzuki | Resultat  |
| 2     | 17 d'abril   | Gran Premi d'Itàlia          | Lovolo       | Akira Watanabe | Suzuki | Resultat  |
| 3     | 1 de maig    | Gran Premi de Bèlgica        | Retinne      | Gaston Rahier  | Suzuki | Resultat  |
| 4     | 30 de maig   | Gran Premi de Dinamarca      | Nissebjerget | Gerard Rond    | Yamaha | Resultat  |
| 5     | 5 de juny    | Gran Premi de Polònia        | Szczecin     | Gerard Rond    | Yamaha | Resultat  |
| 6     | 12 de juny   | Gran Premi de Iugoslàvia     | Zabok        | Gaston Rahier  | Suzuki | Resultat  |
| 7     | 19 de juny   | Gran Premi de Txecoslovàquia | Dalečín      | Gerard Rond    | Yamaha | Resultat  |
| 8     | 3 de juliol  | Gran Premi d'Alemanya        | Schrecksbach | Gaston Rahier  | Suzuki | Resultat  |
| 9     | 10 de juliol | Gran Premi de Suïssa         | Roggenburg   | Gaston Rahier  | Suzuki | Resultat  |
| 10    | 17 de juliol | Gran Premi dels Estats Units | Lexington    | Gaston Rahier  | Suzuki | Resultat  |
| 11    | 24 de juliol | Gran Premi del Canadà        | Mosport      | André Massant  | Yamaha | Resultat  |
| 12    | 14 d'agost   | Gran Premi d'Espanya         | Montgai      | Gaston Rahier  | Suzuki | Resultat  |

### Classificació final
| Posició | Pilot             | Motocicleta | Punts |
| ------- | ----------------- | ----------- | ----- |
| 1       | Gaston Rahier     | Suzuki      | 292   |
| 2       | Gerard Rond       | Yamaha      | 191   |
| 3       | André Massant     | Yamaha      | 145   |
| 4       | Jiry Churavy      | ČZ          | 135   |
| 5       | Göte Liljegren    | KTM         | 92    |
| 6       | Yuri Khudiakov    | ČZ          | 86    |
| 7       | Gilbert De Roover | Beta        | 81    |
| 8       | Matti Autio       | Suzuki      | 76    |
| 9       | Akira Watanabe    | Suzuki      | 54    |
| 10      | Paolo Piron       | Beta        | 54    |

Notes
1. ↑  201 segons altres fonts.
2. ↑  149 segons altres fonts.
3. ↑  137 segons altres fonts.
4. ↑  93 segons altres fonts.
5. ↑  85 segons altres fonts.
6. ↑  74 segons altres fonts.
7. ↑  D'altres fonts documenten empatats en novè lloc a Piron i Watanabe, per aquest ordre.

## Resum: Podi final 1977
|           | 500 cc          | 500 cc | 250 cc             | 250 cc | 125 cc        | 125 cc |
| Campió    | Heikki Mikkola  | Yamaha | Guennadi Moisséiev | KTM    | Gaston Rahier | Suzuki |
| Subcampió | Roger De Coster | Suzuki | Vladímir Kàvinov   | KTM    | Gerard Rond   | Yamaha |
| Tercer    | Gerrit Wolsink  | Suzuki | André Malherbe     | KTM    | André Massant | Yamaha |